# Petrus Laurentii Gothus Tingstadius
Petrus Laurentii Gothus Tingstadius, född i Tingstads församling, Östergötland, död i Stockholm, var en svensk präst.

## Biografi
Petrus Gothus Tingstadius föddes i Tingstads församling. Han blev 1600 kaplan i Norrmalms församling och 1606 kaplan i S:t Nicolai församling. Gothus Tingstadius blev 1627 kyrkoherde i Riddarholmens församling. Han avled före 6 februari 1629.

### Familj
Gothus Tingstadius var gift med Cecilia som avled före 1630.